# Dom Spokojnej Starości Polskiego Funduszu Humanitarnego

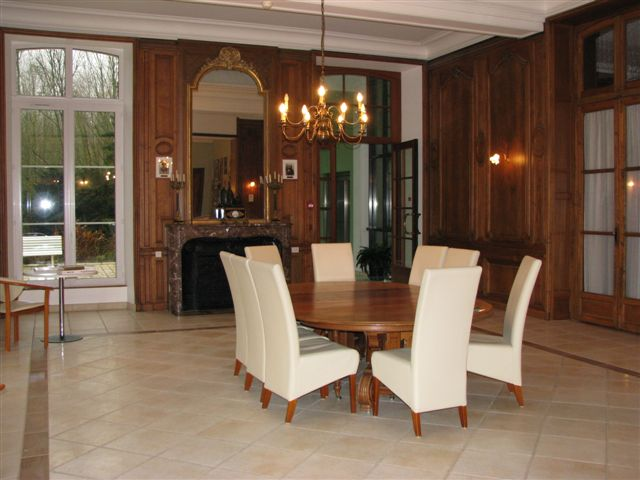
Wnętrze, 4 grudnia 2008

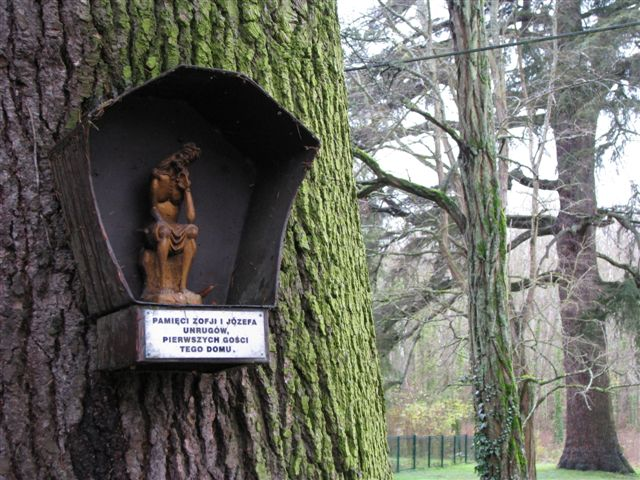
Kapliczka poświęcona Zofii i Józefowi Unrugom – pierwszym pensjonariuszom Domu, 5 grudnia 2008

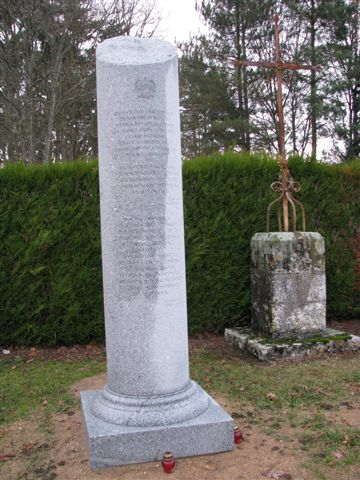
Pomnik – kolumna na cmentarzu w Lailly-en-Val, upamiętniająca Polaków mieszkających w Domu, 5 grudnia 2008

Dom Spokojnej Starości Polskiego Funduszu Humanitarnego (Maison de Retraite du Fonds Humanitaire Polonais) – dom starców założony w 1957 r. w Lailly-en-Val (Francja), w departamencie Loiret z inicjatywy Polskiego Funduszu Humanitarnego. 11 grudnia 2008 r. objęta patronatem przez Przewodniczącego Parlamentu Europejskiego Hansa-Gerta Pötteringa.

## Historia
Siedzibą Domu Spokojnej Starości jest, zbudowany w XVII w., przebudowany wielokrotnie w ostatnim stuleciu zamek Fontpertuis, położony w dziesięciohektarowym parku w Lailly-en-Val, 25 kilometrów na południowy zachód od Orleanu. W zabudowaniach mieszczą się także pawilony użytkowe i pomieszczenia gospodarcze, przebudowane z dawnych stajni i powozowni. Od początku XIX w. do połowy lat 50. XX w. posiadłość należała do arystokratycznego rodu Diuków de Lorge. W 1957 r. zamek został wystawiony na licytację z powodu długów.
Polskie organizacje uchodźcze i kombatanckie we Francji zabiegały o utworzenie domu, w którym znaleźliby opiekę weterani II wojny światowej pozostali na emigracji – żołnierze i oficerowie, nie mogący wrócić do Polski Ludowej, często bez żadnego zabezpieczenia społecznego, czy emerytalnego. W okresie powojennym bywali też często obiektem ataków prasowych, inspirowanych np. przez komunistyczne kręgi polityczne we Francji. Przy poparciu rządu francuskiego Kajetan Morawski, do 1945 r. ambasador RP w Paryżu, a później oficjalny przedstawiciel we Francji Rządu RP na uchodźstwie, wraz z działaczami środowiska kombatanckiego we Francji: mjr. Tomaszem Jełowickim, Gustawem Tysowskim, płk. Marianem Czarneckim, Konstantym Szabelskim i Stanisławem Paczyńskim, pozyskali środki finansowe na zakup zamku Fontpertuis. Pomoc finansową od Wysokiego Komisarza do Spraw Uchodźców przy ONZ na zakup placówki zrealizowano powołując Polski Fundusz Humanitarny. Jego pierwszym prezesem została Maria Turno-Morawska.

## Pensjonariusze i goście
Dom Spokojnej Starości oprócz stałej grupy pensjonariuszy przyjmował też gości w okresie letnim i świątecznym. Bywali tu m.in. Maria i Józef Czapscy, Edward Raczyński i Szymon Konarski. Pierwszymi pensjonariuszami Domu byli wiceadmirał Józef Unrug (1884–1973) z żoną Zofią, o czym przypomina pamiątkowa kapliczka z okolicznościowym napisem, zawieszona na jednym z drzew w parku wokół posiadłości. Na początku działalności placówki przyjęto tu także grupę sześćdziesięciu Rosjan z Mandżurii. Ostatnie lata życia spędził tu także Kajetan Morawski (1892–1973) z żoną Marią z Turnów (1893–1971), Jerzy de Nisau, a także pisarka Zofia Romanowiczowa (1922–2010) i jej mąż – zasłużony księgarz i wydawca Kazimierz Romanowicz (1916–2010).

## Dom współcześnie
Pierwszym dyrektorem Domu był gen. Wacław Piekarski, następnie Stanisław Paczyński (1966–1978), Tadeusz Parczewski (1978–1984), Przemysław Górecki (1984–1991) i Marek Szypulski (1992-2014). Od 2014 r. placówką kieruje Isabelle Regnault.
11 grudnia 2008 r. w siedzibie Domu odbyła się uroczystość objęcia placówki patronatem Parlamentu Europejskiego, w związku z inicjatywą poświęcania większej uwagi problemom opieki nad osobami starszymi w Unii Europejskiej.

## Polonica na cmentarzu w Lailly-en-Val
Na położonym niedaleko posiadłości miejscowym cmentarzu znajduje się kilkaset grobów Polaków, w większości pensjonariuszy Domu Spokojnej Starości Polskiego Funduszu Humanitarnego. Pochowani są tu m.in.: Kajetan i Maria Morawscy, Maciej Morawski, gen. Jan Kazimierz Kruszewski – dowódca i reformator Korpusu Ochrony Pogranicza, gen. Antoni Trzaska-Durski – dowódca 1. Pułku Szwoleżerów, Tadeusz Piotrowski (1910–1978) – dziennikarz, Tadeusz Parczewski (1910–1984) – dziennikarz i dyplomata, Władysław Wolski – dziennikarz i dyplomata, Herakliusz Lubomirski (1926–1992) – artysta malarz.
Na cmentarzu znajdują się także dwa pomniki, z inskrypcjami w językach francuskim i polskim. Pierwszy poświęcony jest spoczywającym tu „wielu polskim uchodźcom politycznym, którzy pozostali we Francji po II wojnie światowej dzięki pomocy Wysokiego Komisarza do Spraw Uchodźców ONZ i władz francuskich. Od 1958 roku znajdowali schronienie w Domu Polskiego Funduszu Humanitarnego w Lailly-en-Val”. Drugi pomnik poświęcony został pamięci polskich lotników: Henryka Tadeusza Czyżyka, Jana Danieluka, Kazimierza Gałata, Jana Kabulskiego i Albrechta Pagieły z Dywizjonu 300 Royal Air Force, poległych w locie bojowym w Lailly-en-Val 26 lipca 1944 r.